# Мајкл Браун
Мајкл Браун (енгл. Michael E. Brown; Хантсвил, 5. јун 1965) је професор астрономије на Калифорнијском институту за технологију од 2003.. Његов тим астронома је открио многе транснептунске објекте, и патуљасте планете. Најважнија међу њима је патуљаста планета Ерида, једина позната патуљаста планета већа од Плутона. Он себе назива Убица Плутона зато што је открио како Плутон није највећа патуљаста планета.
Рођен је у Хантсвилу у Алабами, 5. јуна 1965. Магистрирао је астрономију 1990.. Добро је познат научник због истраживања и откривања удаљених објеката од Сунца. Његов тим је открио многе транснептунске објекте и патуљасте планете: Ериду, Седну, Хаумеу, Макемаке, Дизномију и многе друге објекте.

## Почасти и награде
Часопис Тајмс Брауна је именовао међу 100 најутицајнијих људи 2006. Наредне године је добио Фејнманову награду коју додељује Калифорнијски технолошки институт. Његово име носи планета Главног појаса (11714) Mikebrown, која је откривена 28. априла 1998.

## Лични живот
1. марта 2003. оженио се са Дијаном Бинеј а 7. јуна 2005. им се родила кћерка Лилах Бинеј Браун.